# Maternidad Nuestra Señora de las Mercedes
El Instituto de Maternidad y Ginecología Nuestra Señora de las Mercedes es un hospital público monovalente con especialidad en el área perinatológica ubicado en la ciudad de San Miguel de Tucumán, Provincia de Tucumán, Argentina. 
Este se halla en la avenida Mate de Luna frente al Parque Avellaneda y Plaza de la Fundación. En la actualidad es considerado un centro de referencia gineco-obstétrico neonatal público dentro de la Región del Noroeste Argentino.

## Historia
Originalmente en el sitio de la actual maternidad se construyó en 1948 el edificio del Instituto de Higiene, pero luego fue destinado a satisfacer las amplias necesidades del área de maternidad. Así el edificio, obra de los arquitectos Eduardo Sacriste y Oscar Fernández Sabaté, fue reutilizado para ser sede del Instituto de Maternidad; siendo inaugurado en 1960 por el gobernador Celestino Gelsi.
En los años posteriores se fueron incorporando nuevos servicios como el de ginecología, anatomía patológica, odontología, entre otros. También se realizaron remodelaciones en su interior con la construcción de un nuevo piso y la incorporación de una sala de terapia intensiva.

## Especialidades
La Maternidad Nuestra Señora de las Mercedes posee distintas especialidades en su haber:
| - Obstetricia - Neonatología - Ginecología - Urología - Psicología - Odontología | - Patología Cervical - Planificación Familiar - Prótesis Odontológica - Oftalmología - Nutrición - Mastología | - Infectología - Hemoterapia - Genética - Endodoncia - Esterilidad - Dermatología | - Clínica Médica - Cardiología - Cirugía - Cirugía General - Cirugía Odontológica |

También cuenta con los servicios de laboratorios, ecografía, radiografía y mamografía.